# Xenostele litseae
Xenostele litseae är en svampart som först beskrevs av Narcisse Theophile Patouillard, och fick sitt nu gällande namn av Syd. & P. Syd. 1921. Xenostele litseae ingår i släktet Xenostele och familjen Pucciniaceae.   Inga underarter finns listade i Catalogue of Life.